# Ischnoptera galibi
Ischnoptera galibi es una especie de cucaracha del género Ischnoptera, familia Ectobiidae. Fue descrita científicamente por Hebard en 1926.
Habita en Surinam y Guayana Francesa.